# Clea helena

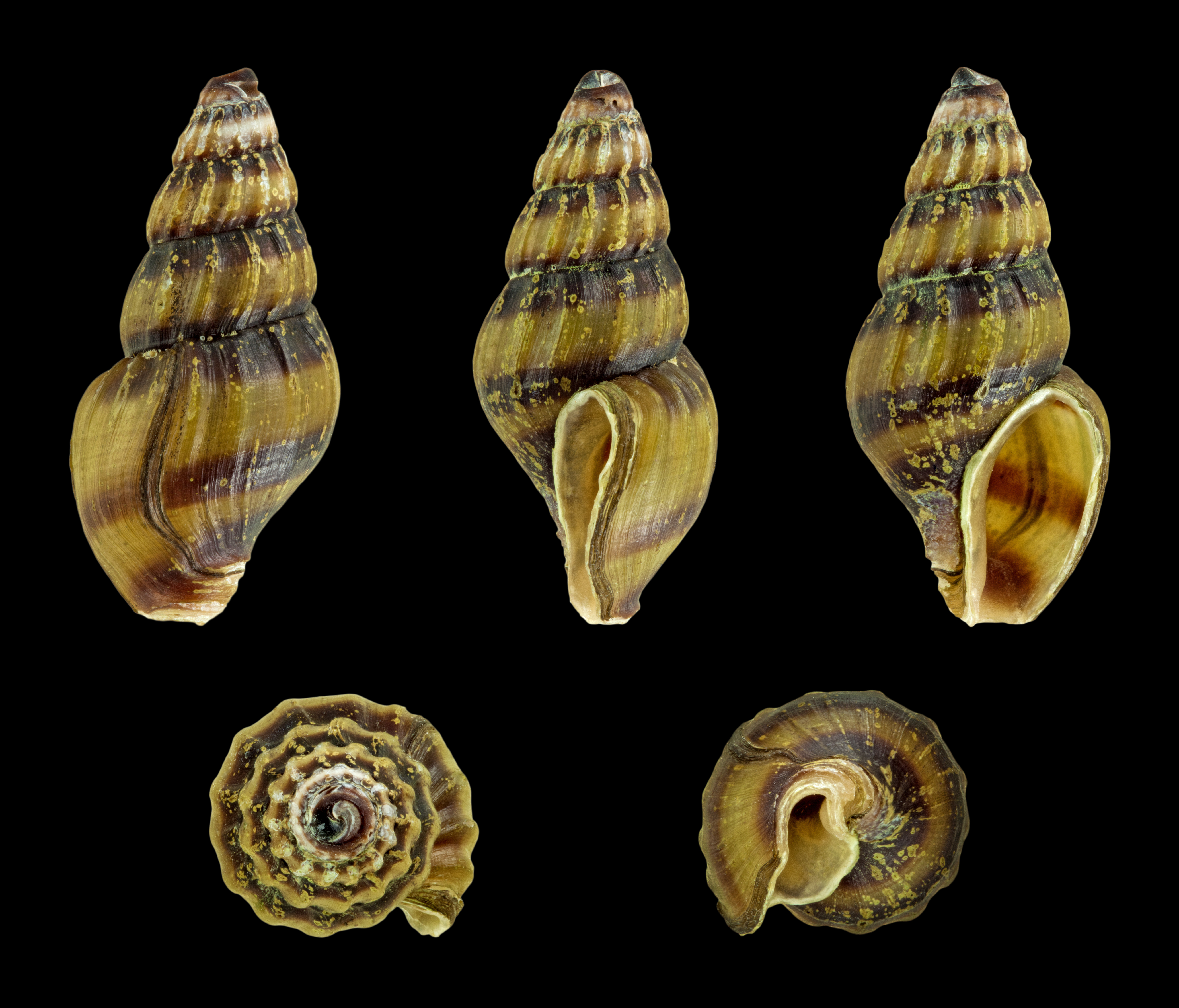

Surmovka vražedná (Clea helena) je dravý sladkovodní plž z jinak převážně mořské čeledi Nassariidae. Clea helena pochází z jihovýchodní Asie: Indonésie, Thajska a Malajsie. Živí se vodními bezobratlými, například červy, známý je lovem jiných druhů vodních plžů. Požírá i odumřelé organismy. Pohlaví je oddělené. Často se chová v akváriích, kde pomáhá regulovat populace ostatních plžů.